# NGC 2740
NGC 2740 је спирална галаксија у сазвежђу Велики медвед која се налази на NGC листи објеката дубоког неба.
Деклинација објекта је + 51° 44' 8" а ректасцензија 9h 6m 5,0s. Привидна величина (магнитуда) објекта NGC 2740 износи 14,2 а фотографска магнитуда 15,0. NGC 2740 је још познат и под ознакама MCG 9-15-86, CGCG 264-60, KCPG 185B, PGC 25531.